# 迪斯霍恩湖

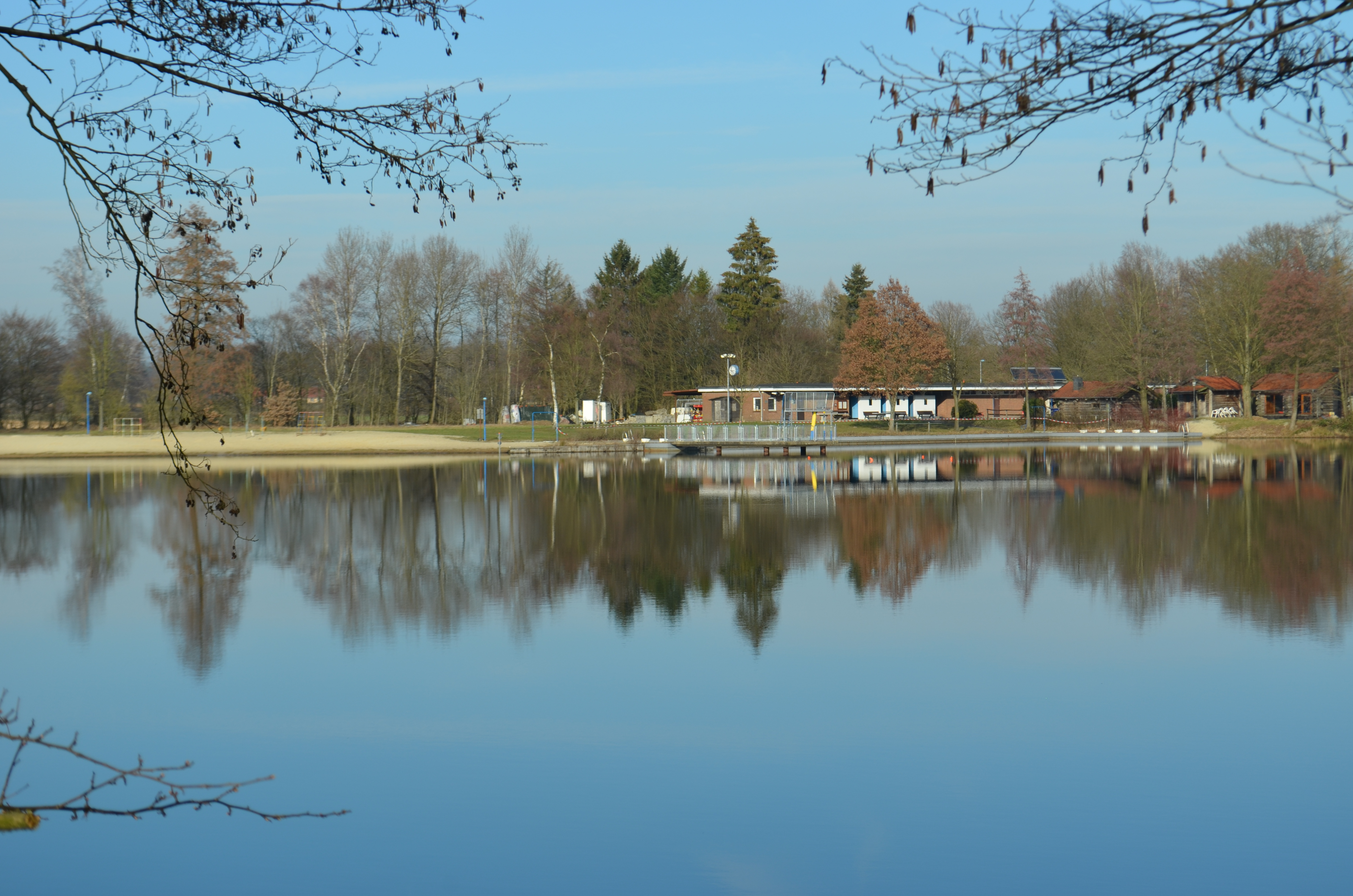

52°48′48″N 9°37′27″E / 52.813436°N 9.624281°E
迪斯霍恩湖（德語：Düshorner See），是德國的湖泊，位於該國西北部，由下薩克森州負責管轄，處於索爾陶-法靈博斯特爾縣，長0.3公里、寬0.2公里，面積0.04平方公里，最大水深6米。